# Gina Holden
Gina Holden (ur. 17 marca 1975) – kanadyjska aktorka.

## Życiorys
Urodzona w Smithers, niewielkim miasteczku w Kolumbii Brytyjskiej, w wieku dojrzewania często zmieniała miejsce zamieszkania. Już jako nastolatka wolny czas poświęcała zamiłowaniu do aktorstwa. W wieku piętnastu lat rozpoczęła karierę modelki i w tym celu wyruszyła do Japonii, tam została twarzą popularnego na całym świecie przedsiębiorstwa kosmetycznego Shiseido.
Jako aktorka debiutowała w 2002 roku udziałem w filmie Roughing It. Dziś znana jest jako odtwórczyni pierwszo- lub drugoplanowych ról w znanych serialach: Sci Fi Channel Flash Gordon (2007–2008), Lifetime Więzy krwi (2007), CBS Wyspa Harpera (2009). Wystąpiła też w filmach Oszukać przeznaczenie 3 (2006), Efekt motyla 2 (2006) oraz Obcy kontra Predator 2 (2007).
Uważa Japonię za swój drugi dom, uwielbia kulturę tego kraju. Mówi, czyta i pisze w języku japońskim.